# Ціп'як собачий
Ціп'як собачий, або гарбузоподібний, або огірковий (лат. Dipylidium caninum, англ. flea or double-pore or cucumber or dog tapeworm) — гельмінт ряду Циклофілліди (Cyclophyllidea), класу цестод (Cestoda). Доросла стадія паразитує зазвичай у кишечнику собак, котячих, а також може заражати людину. Зараження кінцевого хазяїна відбувається внаслідок поїдання проміжних хазяїв — бліх Ctenocephalides canis і Ctenocephalides felis. У людини казуїстично спричинює рідкісне захворювання — дипілідіоз.

## Класифікація
Dipylidium caninum належить до роду Dipylidium, родини Dipylidiidae, ряду Cyclophyllidea, класу Cestoda.

## Етимологія
Класифікаційну латинську назву складає поєднання слів — «Di» та «pylidium» — два проходи і «caninum» — собачий.

## Будова

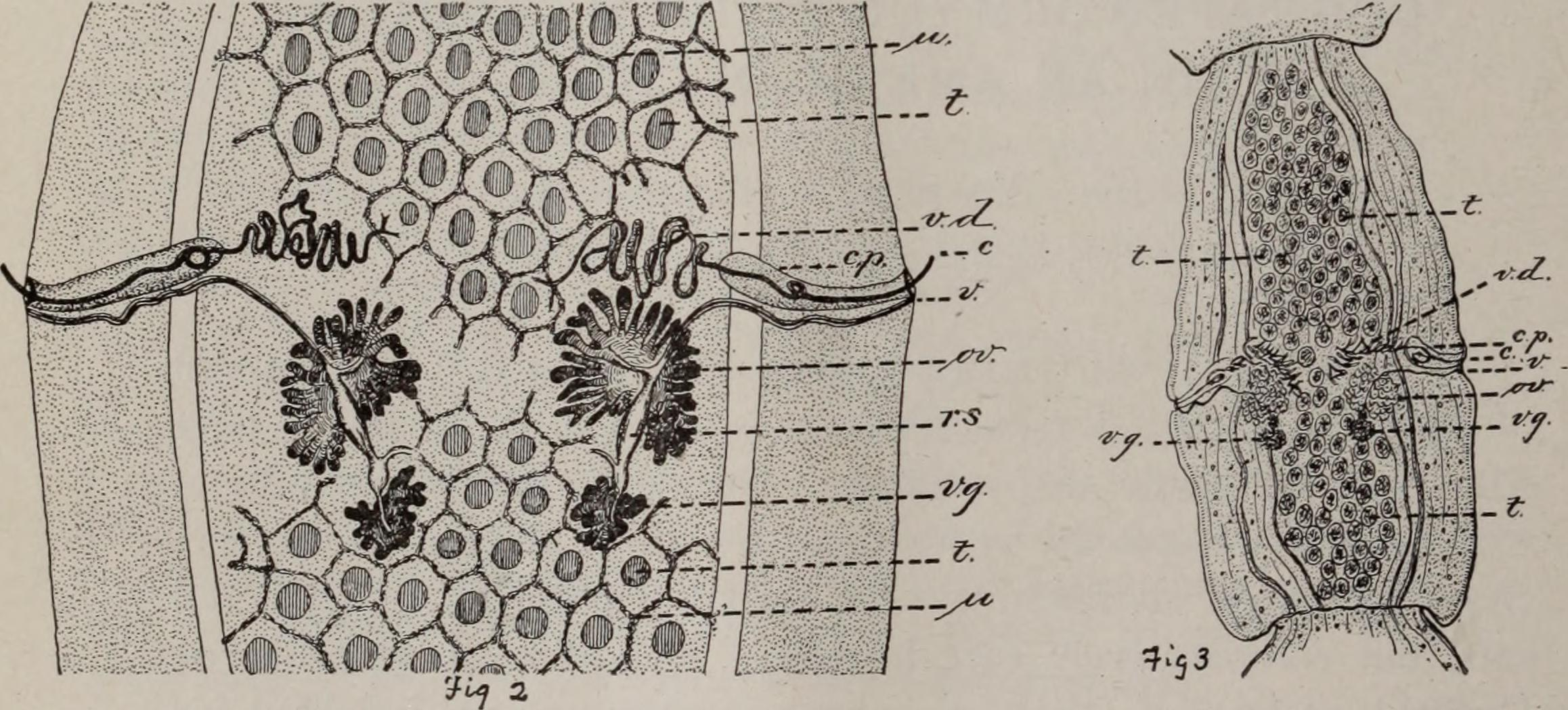
Ультраструктурна морфологія проглотиди Dipylidium caninum — фігура 2 — зріла проглотида, фігура 3 — запліднена, яка містить багато яєць.

Гельмінт має стрічкоподібну форму, а стробіла (тіло) його складається з тісно пов'язаних сегментів (проглотид). Дорослий гельмінт сягає в довжину 20-60 см, 3 мм завширшки. Проглотиди об'єднані в ланцюжкову стробілу і прикріплені до сколекса (голівки). Сколекс має висувний ростеллюм (невеликий хоботок) з чотирма рядами (вінчиками) гачків, разом з чотирма присосками, що забезпечує міцне прикріплення гельмінта в кишечнику основного хазяїна.

### Особливості травної системи і нервового апарату
Dipylidium caninum не мають кишкової трубки, а харчування гельмінта йде всією поверхнею за допомогою мікроворсинок, що покривають усю стробілу ззовні, всередині тіла гельмінта є ферменти, які перетравлюють всмоктані з кишечнику хазяїна. Екскреція відбувається за допомогою складної системи збиральних трубок. Гельмінт не має порожнини тіла, а внутрішні органи розташовані в пухкій клітинній паренхімі, нервову систему складають головний сколексний вузол та поздовжні нервові стовбури, як у всіх цестод.

### Статевий апарат
Вони є гермафродитами, що запліднюються або перехресно (між сусідніми проглотидами) або в одній й тій же проглотиді, де є обидва статеві апарати.

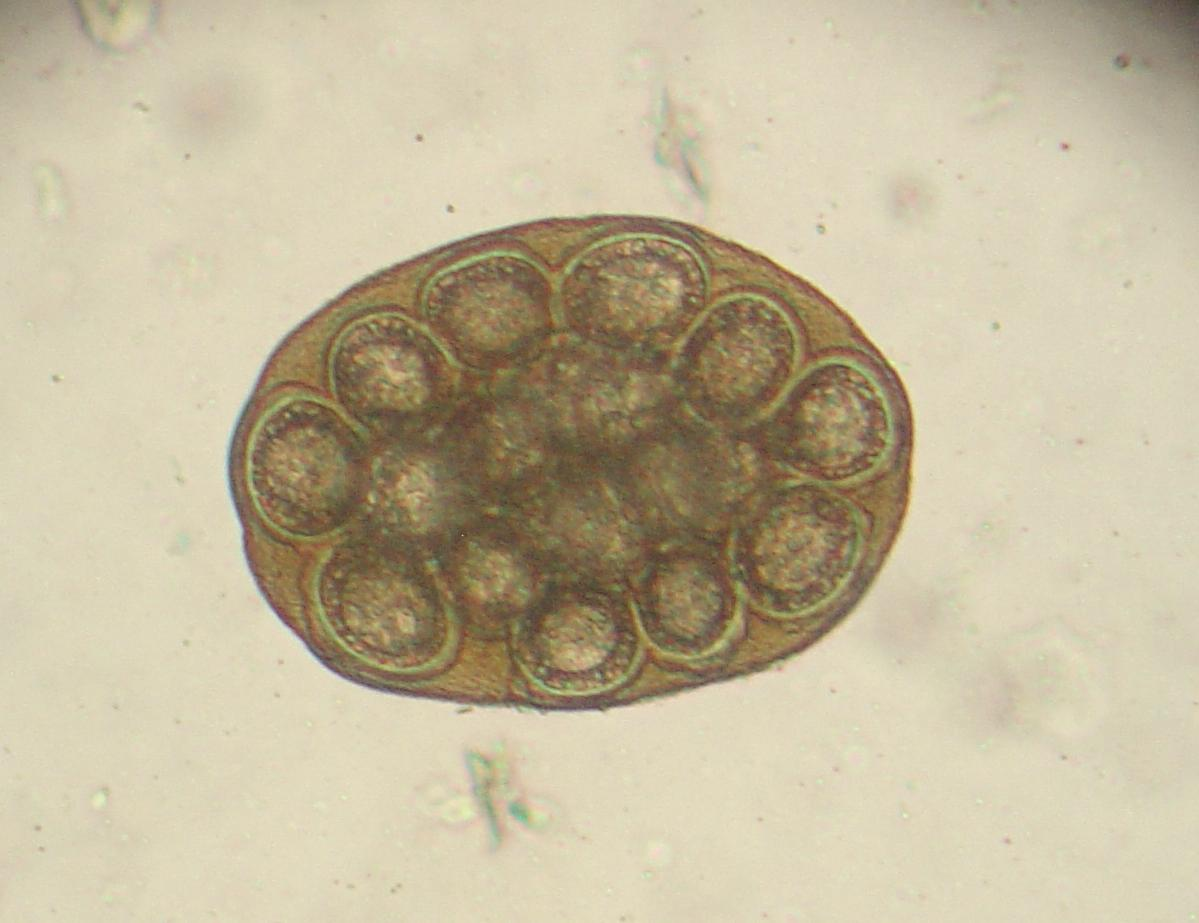
Капсула Dipylidium caninum, яка вщерть заповнена яйцями.

### Характеристика кінцевих проглотид паразита
Найбільш дальні від сколекса проглотиди, які містять матку, що заповнена великою кількістю капсул, які заповнені 3-30 яйцями з онкосферами (зародками), здатні відділятися від стробіли і виходити у довкілля з кишечника. Рідко проглотиди можуть зруйнуватися у кишках і капсули звільняють вже там. Зрілі проглотиди за формою нагадують насіння огірка або пляшкоподібні сорти гарбуза, за що паразит і дістав свої додаткові назви. Завдяки червонуватому відтінку оболонок яєць, зрілі проглотиди мають характерний рожевий відтінок.

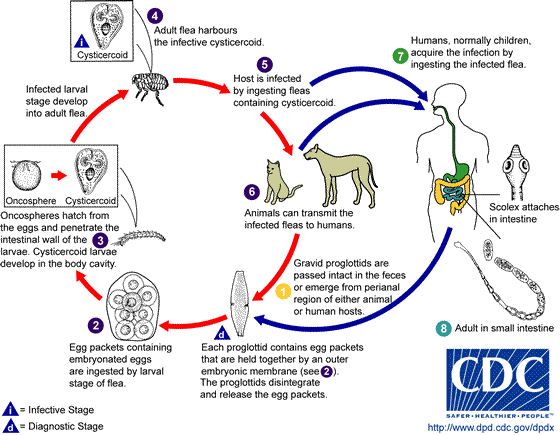
Життєвий цикл Dipylidium.

## Життєвий цикл
Капсули накопичуються в періанальних складках, потім потрапляють у зовнішнє середовище — у підстилку для тварин, на їхню шерсть, у щілини підлоги. Після проковтування яйця в проміжному хазяїні, блохах Ctenocephalides SPP., волосоїдах Ischnocera з неї вивільняється онкосфера, яка проникає в стінку кишечника, потім у порожнини тіла комахи, і розвивається в цистицеркоїдну личинку. Кінцевий хазяїн з хребетних (це хижі м'ясоїдні тварини: собака, котячі, лисиці, вовк, шакал, песець, єнот тощо) заражається при проковтуванні дорослої блохи, яка містить цистицеркоїд. Собака є основним хазяїном Dipylidium caninum. У тонкому кишечнику кінцевого хазяїна цистицеркоїд перетворюється на дорослого стрічкового гельмінта, який досягає зрілості приблизно через 1 місяць після зараження. Дорослі особини живуть у тонкому кишечнику хазяїна.

## Клінічні прояви дипілідіозу у людей
Детальніші відомості з цієї теми ви можете знайти в статті Дипілідіоз.

## Лікування та профілактика
Детальніші відомості з цієї теми ви можете знайти в статті Дипілідіоз.

## Галерея

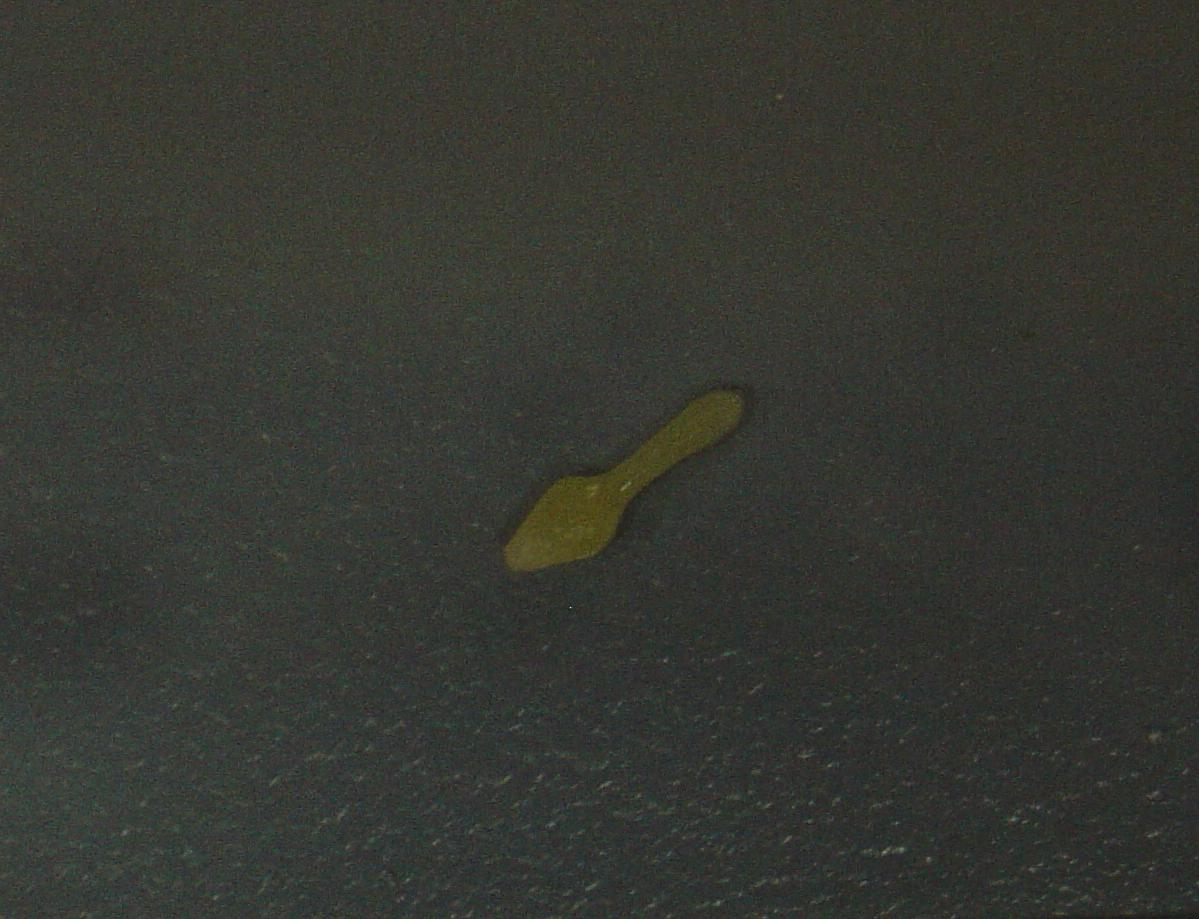
Проглотида Dipylidium caninum
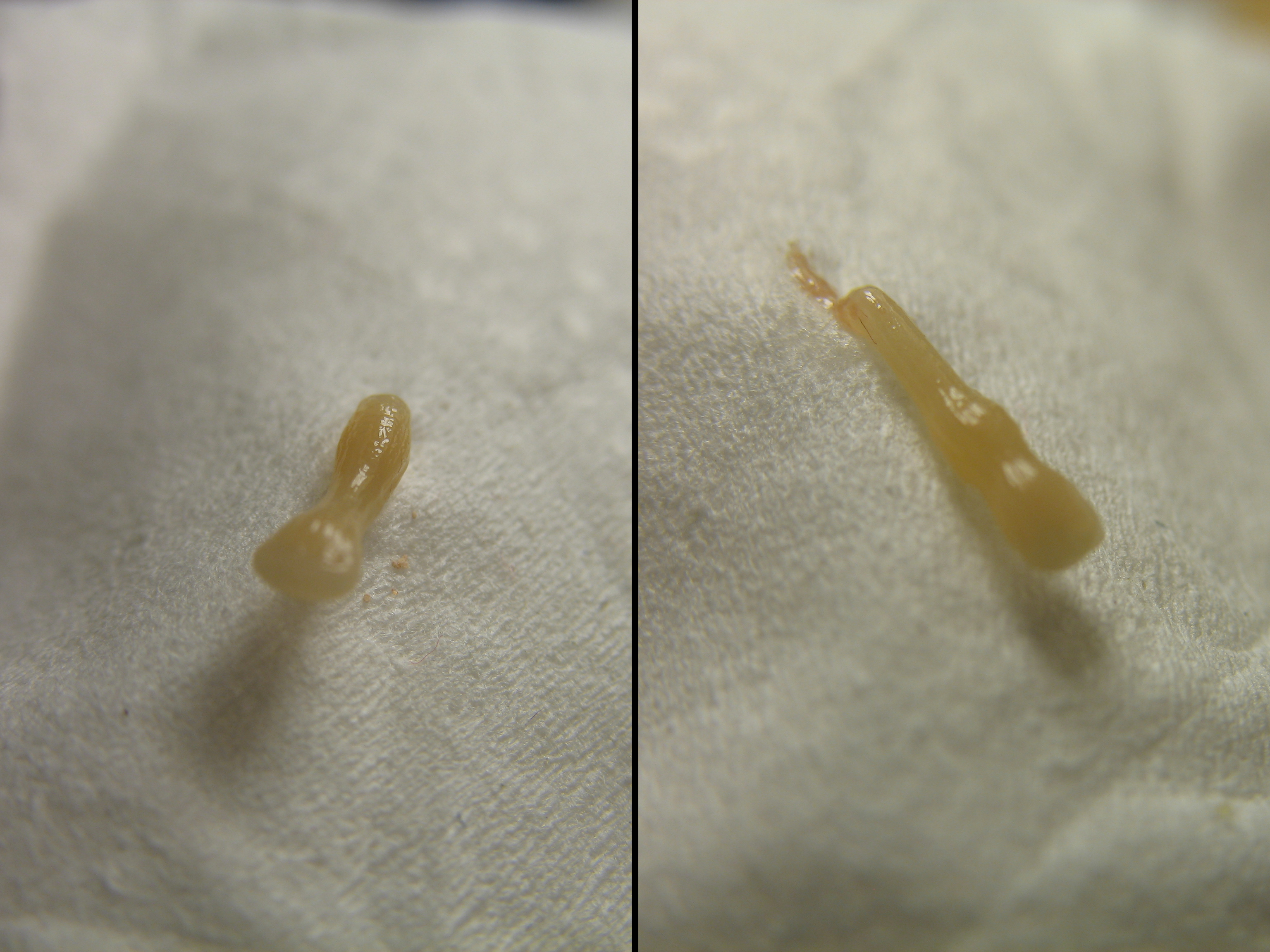
Dipylidium caninum
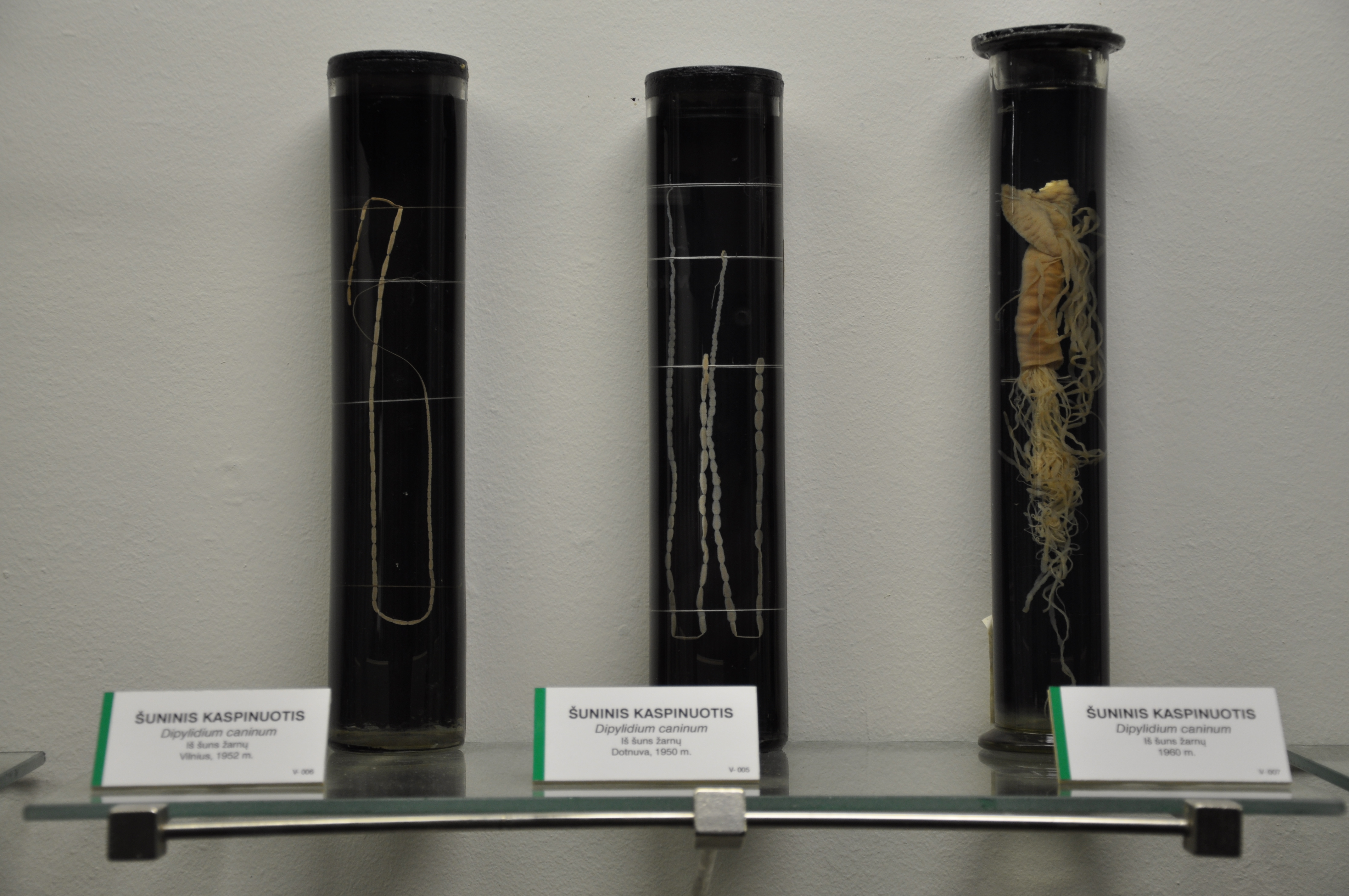
Dipylidium caninum (експонати Каунаського зоологічного музею)